# 음유시가

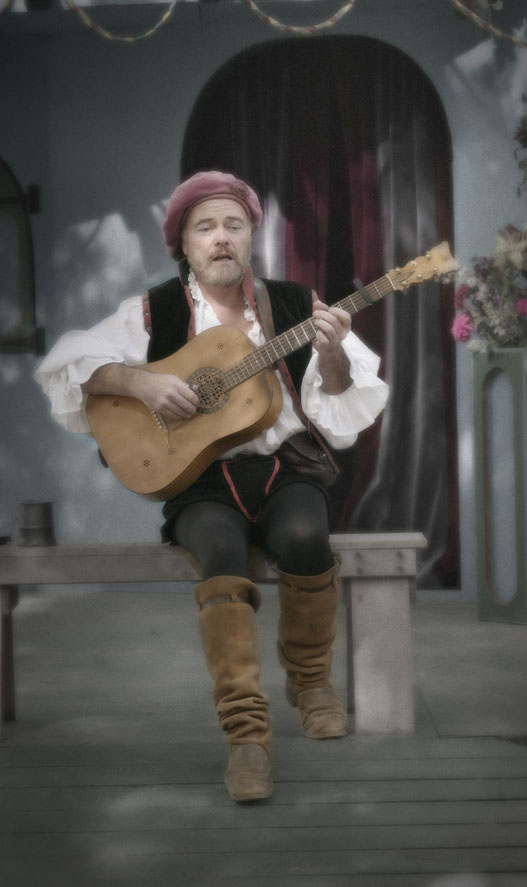
음유시인

음유시가(吟遊詩歌, bard)는 원래 고대로부터 중세 유럽에 이르기까지 직업적으로 자작시를 노래로 부르던 음악적 장르이다. 음유시인(吟遊詩人)은 음유시가를 음악적으로 즐기던 사람을 의미한다.

## 역사
음유시인을 의미하는 영단어인 bard는 캘트어에서 유래되었다.
중세 게일족, 웨일스족 사회에서의 음유시인(bard)은 영주를 위한 애가를 작곡하기 위해 고용된 전문 시인이었다. 고용주가 적절한 금액을 지불하지 않을 경우에는 풍자를 쓰기도 했다. 다른 지역의 경우 minstrel, skald, rhapsode, scop 등이 이러한 역할을 수행했다.

## 지역별 현황

### 아일랜드
중세 아일랜드의 시인은 크게 음유시인(bard)과 필리로 나누어졌다. 이 중 음유시인은 하층 계급이었고, 시적인 역할을 수행할 만큼의 능력은 없었을 것이라고 추정한다. 그러나 이 둘의 구분은 기독교 이후의 창작물이고, 필리는 교회와 관련이 있었을 것이라고 추청하기도 한다. 근대 이후, 이 둘은 같은 의미로 사용되었다.
아일랜드의 음유시인은 많은 기술적 능력을 필요로 했으며, 고용주의 연대기 작가이자 풍자가이도 했다.
아일랜드의 음유시인 제도는 17세기 중반까지 지속되었으며, 켈트족 지배자들의 쇠퇴와 함께 사라졌다. 그러나 스코들랜드에서는 18세기 초까지 지속되었다.

### 스코틀랜드
스코틀랜드에는 음유시인으로서 15세기부터 18세기까지 번성한 MacMhuirich 가문이 있었다. 이들은 처음에는 시인이나 변호사 등의 직업으로 고용되었지만, 섬의 지배권을 상실하면서 MacDonalds 가문에 의해 새롭게 고용되었다. 그래서 이 가문은 15세기 초까지는 주로 성직자로 기록되었지만 이후 16세기 초에는 음악가로 기록되었다. 마지막으로 기록된 이 가문의 고전 켈트족 시인은 Domhnall MacMhuirich이다.

### 소비에트 연방
러시아의 음유시가는 1950년대 말부터 소련에서 전성기를 이루었다. 자신들이 쓴 서정적인 가사나 정치적인 주제를 기타 반주에 맞춰 노래 불렀다. 반체제적인 노랫말 때문에 많은 노래들이 음반으로 발매되지 못하고 개인들에 의해서 녹음되어 전파되었다.
대표적인 음유시인으로는 음유시가의 개척자 불라트 오쿠자바(Bulat Okudzhava)와 대중화에 공헌한 블라디미르 비소츠키(Vladimir Vysotsky) 등이며 한국계 율리 김(Yuliy Kim)도 있다.
특히 절규하듯 노래하는 특이한 창법의 블라디미르 비소츠키는 영화 백야(White Nights)에 삽입된 야생마(Fastidious Steeds)라는 노래로 우리에게 알려졌다.

## 인물
여러 시인들 중에는 음유시인을 자신의 칭호로 사용한 경우도 있었다.
- 윌리엄 셰익스피어: 'The Bard of Avon', 'The Immortal Bard
- 라빈드라나트 타고르: 'The Bard of Bengal'

## 대중문화
낭만주의에서 사제, 마술사 또는 선견자의 자질을 가진 사람을 음유시인이라고 부르는 것은 1960년대에서 1980년대에 판타지 장르에까지 영향을 주었다. 예를 들어 던전 앤 드래곤, 패스파인더에는 '음유시인' 클래스가 있으며, Keith Taylor(1981), Bard: The Odyssey of the Irish by Morgan Llywelyn(1984), The Bard's Tale(1985)과 같은 판타지 설정의 비디오 게임, Andrzej Sapkowski(1986)의 The Witcher 책과 같은 현대 문학, TV –2013) Lauren Schmidt Hissrich의 쇼(2019) 등에서 이를 차용한 것을 볼 수 있다.
중세풍으로 가사를 다시 쓰는 등 중세풍의 악기와 작곡을 사용하여 현대 노래를 다루는 음악 분류를 바드코어라고 한다.

## 같이 보기
- 트루바두르
- 민스트럴
- 필리